# Campionati mondiali juniores di slittino 2003
I Campionati mondiali juniores di slittino 2003 si sono disputati a Schönau am Königssee, in Germania, il 15 e il 16 febbraio 2003. La pista bavarese al confine con l'Austria ospita la manifestazione iridata di categoria per la terza volta dopo le edizioni del 1986 e del 1991.

## Podi[1][2]
| Evento         | Oro                                                             | Tempo    | Argento                                                          | Tempo    | Bronzo                                                           | Tempo    |
| Singolo Uomini | Denis Bertz                                                     | 1:35.552 | Patrik Dietzsch                                                  | 1:35.558 | Logan Gastio                                                     | 1:35.724 |
| Singolo Donne  | Anja Eberhardt                                                  | 1:37.475 | Tatjana Hüfner                                                   | 1:37.545 | Corinna Martini                                                  | 1:37.760 |
| Doppio         | Yukio Griffall Dan Joye                                         | 1:32.139 | Samuel Edney Gwyn Lewis                                          | 1:32.638 | Ivan Nevmeržickij Vladimir Prochorov                             | 1:32.835 |
| Gara a squadre | Stati Uniti Logan Gastio Julia Clukey Preston Griffall Dan Joye |          | Germania Andreas Graitl Corinna Martini Tobias Wendl Tobias Arlt |          | Austria Daniel Pfister Nina Reithmayer Peter Penz Georg Fischler |          |

## Medagliere
| Posiz. | Nazione     | Oro | Argento | Bronzo | Totale |
| ------ | ----------- | --- | ------- | ------ | ------ |
| 1      | Germania    | 2   | 3       | 1      | 6      |
| 2      | Stati Uniti | 2   | 0       | 1      | 3      |
| 3      | Canada      | 0   | 1       | 0      | 1      |
| 4      | Austria     | 0   | 0       | 1      | 1      |
| 4      | Russia      | 0   | 0       | 1      | 1      |